# Slumber Party Massacre III
Slumber Party Massacre III (bra: O Massacre 3) é a sequência de Massacre 2 de 1987, Produzido por Roger Corman e Catherine Cyran e dirigido por Sally Mattison. O Filme não teve seu lançamento no Brasil, Ele foi lançado nos cinemas dos EUA em 07 de Setembro de 1990

## Sinopse
Depois de um dia de vôlei na praia, Jackie decide dar uma festa do pijama com as amigas. mas um dos convidados desta festa surta e começa a matar todos.

## Elenco
- Keely Christian como Jackie Cassidy
- Brittain Frye como Ken
- Michael Harris como Morgan (creditado como M.K. Harris)
- David Greenlee como Duncan
- Brandi Burkett como Diane
- Hope Marie Carlton como Janine
- Maria Claire como Susie
- Maria Ford como Maria
- Garon Grigsby como Michael
- Devon Jenkin como Sarah
- David Kriegel como Tom
- David Lawrence como Frank
- Lulu Wilson como Juliette
- Alexander Falk como Detective Davis
- Wayne Grace como Officer O'Reilly
- Yan Birch como Weirdo
- Ron Smith como Uncle Billy

## Lançamento
O filme recebeu um lançamento limitado nos cinemas no Estados Unidos por Concorde Pictures em Setembro de 1990. O filme arrecadou US$ 1 242 995 na bilheteria. Posteriormente, foi lançado em VHS pela New Horizons Home Video.
O filme foi lançado em DVD duas vezes. O primeiro lançamento veio de New Concorde Home Entertainment em setembro de 2000. Extras incluídos com trailers de Slumber Party Massacre, Slumber Party Massacre II e Sorority House Massacre II.
Em 05 de outubro de 2010 a Shout! Factory lançou Slumber Party Massacre, Slumber Party Massacre II e Slumber Party Massacre III em dois-discos, edição especial box de DVD.
No Brasil esse filme continua inédito, não teve lançamento nos Cinemas, DVD e nem no VHS.

## Trilha sonora
- Love 69

Escrito por Mark Levi e "Psycho" Lixo Freddy
Interpretada por Lixo Classe Alta
- Take Me Home

Escrita por Mark Levi & Michaels Roland
Interpretada por Lixo Classe Alta
- Pale Imitation

Escrita e Interpretada por Sally Mattison
- Hold Your Fire

Escrita e Interpretada por Sally Mattison
- Twist and Scream

Escrita e Interpretada por Jamie Sheriff
- Follow Me

Escrita por Jamie Xerife & Dougherty Steve
Interpretada por Jamie Sheriff